# Карл Йохан Енкель
Карл Йохан Алексіс Енкель (фін. Carl Johan Alexis Enckell; 7 червня 1876, Санкт-Петербург, Російська імперія — 26 березня 1959, Гельсінкі, Фінляндія) — фінський політик, дипломат і офіцер; з 1918 по 1919, в 1922, в 1924 і з 1944 по 1950 роки — міністр закордонних справ Фінляндії.

## Біографія
Народився 7 червня 1876 року в Санкт-Петербурзі.
Закінчив Фінляндський кадетський корпус в Гаміна, став офіцером. Проходив службу в російській імператорській армії.
Після зречення імператора в 1917 р. Енкель доповідав справи, що стосуються Фінляндії, Тимчасовому уряду Росії. Після досягнення Фінляндської незалежності, став першим дипломатом, представляючим Фінляндію в Санкт-Петербурзі, а пізніше і в Лізі Націй.
С 1918 по 1919, в 1922, в 1924 і з 1944 по 1950 роки був міністром закордонних справ Фінляндії.
У 1919  — 1927 рр. був послом Фінляндії у Франції, а пізніше займався банківським бізнесом. У 1944 році він повернувся до дипломатичної діяльності.
Помер 26 березня 1959 року в Гельсінкі.